# ATP World Tour 2012
L'ATP World Tour 2012 és el circuit de tennis professional masculí de l'any 2012 organitzat per l'ATP. La temporada inclou un total de 66 torneigs dividits en Grand Slams (organitzats per la ITF), ATP World Tour Masters 1000, sèries ATP World Tour 500, sèries ATP World Tour 250 i un ATP World Tour Finals. També s'inclou la disputa de la Copa Davis i la Copa Hopman. Els torneigs es disputen entre el 2 de gener i el 18 de novembre de 2012.

## Calendari
Taula sobre el calendari complet dels tornejos que pertanyen a la temporada 2012 de l'ATP World Tour. També s'inclouen els vencedors dels quadres individuals i dobles de cada torneig.
| Grand Slam                  |
| ATP World Tour Finals       |
| ATP World Tour Masters 1000 |
| ATP World Tour 500          |
| ATP World Tour 250          |
| Esdeveniments per equips    |
| Jocs Olímpics               |

| Data d'inici   | Torneig                           | Superfície    | Guanyador/s                                                                        | Finalista/es                                                                |
| -------------- | --------------------------------- | ------------- | ---------------------------------------------------------------------------------- | --------------------------------------------------------------------------- |
| 2 de gener     | Copa Hopman                       | Dura          | Txèquia                                                                            | França                                                                      |
| 2 de gener     | Doha                              | Dura          | Jo-Wilfried Tsonga                                                                 | Gaël Monfils                                                                |
| 2 de gener     | Doha                              | Dura          | Filip Polášek / Lukáš Rosol                                                        | Christopher Kas / Philipp Kohlschreiber                                     |
| 2 de gener     | Chennai                           | Dura          | Milos Raonic                                                                       | Janko Tipsarević                                                            |
| 2 de gener     | Chennai                           | Dura          | Leander Paes / Janko Tipsarević                                                    | Jonathan Erlich / Andy Ram                                                  |
| 2 de gener     | Brisbane                          | Dura          | Andy Murray                                                                        | Aleksandr Dolhopòlov                                                        |
| 2 de gener     | Brisbane                          | Dura          | Maks Mirni / Daniel Nestor                                                         | Jürgen Melzer / Philipp Petzschner                                          |
| 9 de gener     | Sydney                            | Dura          | Jarkko Nieminen                                                                    | Julien Benneteau                                                            |
| 9 de gener     | Sydney                            | Dura          | Bob Bryan / Mike Bryan                                                             | Marinko Matosevic / Jarkko Nieminen                                         |
| 9 de gener     | Auckland                          | Dura          | David Ferrer                                                                       | Olivier Rochus                                                              |
| 9 de gener     | Auckland                          | Dura          | Oliver Marach / Alexander Peya                                                     | František Čermák / Filip Polášek                                            |
| 16 de gener    | Open d'Austràlia                  | Dura          | Novak Đoković                                                                      | Rafael Nadal                                                                |
| 16 de gener    | Open d'Austràlia                  | Dura          | Leander Paes / Radek Štěpánek                                                      | Bob Bryan / Mike Bryan                                                      |
| 16 de gener    | Open d'Austràlia                  | Dura          | Bethanie Mattek-Sands / Horia Tecău                                                | Ielena Vesninà / Leander Paes                                               |
| 30 de gener    | Montpeller                        | Dura interior | Tomáš Berdych                                                                      | Gaël Monfils                                                                |
| 30 de gener    | Montpeller                        | Dura interior | Nicolas Mahut / Édouard Roger-Vasselin                                             | Paul Hanley / Jamie Murray                                                  |
| 30 de gener    | Zagreb                            | Dura interior | Mikhaïl Iujni                                                                      | Lukáš Lacko                                                                 |
| 30 de gener    | Zagreb                            | Dura interior | Markos Bagdatís / Mikhaïl Iujni                                                    | Ivan Dodig / Mate Pavić                                                     |
| 30 de gener    | Viña del Mar                      | Terra batuda  | Juan Mónaco                                                                        | Carlos Berlocq                                                              |
| 30 de gener    | Viña del Mar                      | Terra batuda  | Frederico Gil / Daniel Gimeno-Traver                                               | Pablo Andújar / Carlos Berlocq                                              |
| 6 de febrer    | Copa Davis (Primera ronda)        |               | Espanya · Àustria · França · Estats Units · Txèquia · Sèrbia · Croàcia · Argentina | Kazakhstan · Àustria · Canadà · Suïssa · Txèquia · Suècia · Japó · Alemanya |
| 13 de febrer   | São Paulo                         | Terra batuda  | Nicolás Almagro                                                                    | Filippo Volandri                                                            |
| 13 de febrer   | São Paulo                         | Terra batuda  | Eric Butorac / Bruno Soares                                                        | Michal Mertiňák / André Sá                                                  |
| 13 de febrer   | Rotterdam                         | Dura interior | Roger Federer                                                                      | Juan Martín del Potro                                                       |
| 13 de febrer   | Rotterdam                         | Dura interior | Michaël Llodra / Nenad Zimonjić                                                    | Robert Lindstedt / Horia Tecău                                              |
| 13 de febrer   | San Jose                          | Dura interior | Milos Raonic                                                                       | Denis Istomin                                                               |
| 13 de febrer   | San Jose                          | Dura interior | Mark Knowles / Xavier Malisse                                                      | Kevin Anderson / Frank Moser                                                |
| 20 de febrer   | Marsella                          | Dura interior | Juan Martín del Potro                                                              | Michaël Llodra                                                              |
| 20 de febrer   | Marsella                          | Dura interior | Nicolas Mahut / Édouard Roger-Vasselin                                             | Dustin Brown / Jo-Wilfried Tsonga                                           |
| 20 de febrer   | Memphis                           | Dura interior | Jürgen Melzer                                                                      | Milos Raonic                                                                |
| 20 de febrer   | Memphis                           | Dura interior | Maks Mirni / Daniel Nestor                                                         | Ivan Dodig / Marcelo Melo                                                   |
| 20 de febrer   | Buenos Aires                      | Terra batuda  | David Ferrer                                                                       | Nicolás Almagro                                                             |
| 20 de febrer   | Buenos Aires                      | Terra batuda  | David Marrero / Fernando Verdasco                                                  | Michal Mertiňák / André Sá                                                  |
| 27 de febrer   | Acapulco                          | Terra batuda  | David Ferrer                                                                       | Fernando Verdasco                                                           |
| 27 de febrer   | Acapulco                          | Terra batuda  | David Marrero / Fernando Verdasco                                                  | Marcel Granollers / Marc López                                              |
| 27 de febrer   | Dubai                             | Dura          | Roger Federer                                                                      | Andy Murray                                                                 |
| 27 de febrer   | Dubai                             | Dura          | Mahesh Bhupathi / Rohan Bopanna                                                    | Mariusz Fyrstenberg / Marcin Matkowski                                      |
| 27 de febrer   | Delray Beach                      | Dura          | Kevin Anderson                                                                     | Marinko Matosevic                                                           |
| 27 de febrer   | Delray Beach                      | Dura          | Colin Fleming / Ross Hutchins                                                      | Michal Mertiňák / André Sá                                                  |
| 5 de març      | Indian Wells                      | Dura          | Roger Federer                                                                      | John Isner                                                                  |
| 5 de març      | Indian Wells                      | Dura          | Marc López / Rafael Nadal                                                          | John Isner / Sam Querrey                                                    |
| 19 de març     | Miami                             | Dura          | Novak Đoković                                                                      | Andy Murray                                                                 |
| 19 de març     | Miami                             | Dura          | Leander Paes / Radek Štěpánek                                                      | Maks Mirni / Daniel Nestor                                                  |
| 2 d'abril      | Copa Davis (Quarts de final)      |               | Espanya · Estats Units · Txèquia · Argentina                                       | Àustria · França · Sèrbia · Croàcia                                         |
| 9 d'abril      | Houston                           | Terra batuda  | Juan Mónaco                                                                        | John Isner                                                                  |
| 9 d'abril      | Houston                           | Terra batuda  | James Blake / Sam Querrey                                                          | Treat Conrad Huey / Dominic Inglot                                          |
| 9 d'abril      | Casablanca                        | Terra batuda  | Pablo Andújar                                                                      | Albert Ramos                                                                |
| 9 d'abril      | Casablanca                        | Terra batuda  | Dustin Brown / Paul Hanley                                                         | Daniele Bracciali / Fabio Fognini                                           |
| 16 d'abril     | Montecarlo                        | Terra batuda  | Rafael Nadal                                                                       | Novak Đoković                                                               |
| 16 d'abril     | Montecarlo                        | Terra batuda  | Bob Bryan / Mike Bryan                                                             | Maks Mirni / Daniel Nestor                                                  |
| 23 d'abril     | Barcelona                         | Terra batuda  | Rafael Nadal                                                                       | David Ferrer                                                                |
| 23 d'abril     | Barcelona                         | Terra batuda  | Mariusz Fyrstenberg / Marcin Matkowski                                             | Marcel Granollers / Marc López                                              |
| 23 d'abril     | Bucarest                          | Terra batuda  | Gilles Simon                                                                       | Fabio Fognini                                                               |
| 23 d'abril     | Bucarest                          | Terra batuda  | Robert Lindstedt / Horia Tecău                                                     | Jérémy Chardy / Łukasz Kubot                                                |
| 30 d'abril     | Estoril                           | Terra batuda  | Juan Martín del Potro                                                              | Richard Gasquet                                                             |
| 30 d'abril     | Estoril                           | Terra batuda  | Aisam-ul-Haq Qureshi / Jean-Julien Rojer                                           | Julian Knowle / David Marrero                                               |
| 30 d'abril     | Belgrad                           | Terra batuda  | Andreas Seppi                                                                      | Benoît Paire                                                                |
| 30 d'abril     | Belgrad                           | Terra batuda  | Jonathan Erlich / Andy Ram                                                         | Martin Emmrich / Andreas Siljeström                                         |
| 30 d'abril     | Múnic                             | Terra batuda  | Philipp Kohlschreiber                                                              | Marin Čilić                                                                 |
| 30 d'abril     | Múnic                             | Terra batuda  | František Čermák / Filip Polášek                                                   | Xavier Malisse / Dick Norman                                                |
| 7 de maig      | Madrid                            | Terra batuda  | Roger Federer                                                                      | Tomáš Berdych                                                               |
| 7 de maig      | Madrid                            | Terra batuda  | Mariusz Fyrstenberg / Marcin Matkowski                                             | Robert Lindstedt / Horia Tecău                                              |
| 14 de maig     | Roma                              | Terra batuda  | Rafael Nadal                                                                       | Novak Đoković                                                               |
| 14 de maig     | Roma                              | Terra batuda  | Marcel Granollers / Marc López                                                     | Łukasz Kubot / Janko Tipsarević                                             |
| 21 de maig     | Niça                              | Terra batuda  | Nicolás Almagro                                                                    | Brian Baker                                                                 |
| 21 de maig     | Niça                              | Terra batuda  | Bob Bryan / Mike Bryan                                                             | Oliver Marach / Filip Polášek                                               |
| 21 de maig     | Copa del món (Düsseldorf)         | Terra batuda  | Sèrbia                                                                             | Txèquia                                                                     |
| 28 de maig     | Roland Garros                     | Terra batuda  | Rafael Nadal                                                                       | Novak Đoković                                                               |
| 28 de maig     | Roland Garros                     | Terra batuda  | Maks Mirni / Daniel Nestor                                                         | Bob Bryan / Mike Bryan                                                      |
| 28 de maig     | Roland Garros                     | Terra batuda  | Sania Mirza / Mahesh Bhupathi                                                      | Klaudia Jans-Ignacik / Santiago Gonzalez                                    |
| 11 de juny     | Halle                             | Gespa         | Tommy Haas                                                                         | Roger Federer                                                               |
| 11 de juny     | Halle                             | Gespa         | Aisam-ul-Haq Qureshi / Jean-Julien Rojer                                           | Treat Conrad Huey / Scott Lipsky                                            |
| 11 de juny     | Queen's                           | Gespa         | Marin Čilić                                                                        | David Nalbandian                                                            |
| 11 de juny     | Queen's                           | Gespa         | Maks Mirni / Daniel Nestor                                                         | Bob Bryan / Mike Bryan                                                      |
| 18 de juny     | 's-Hertogenbosch                  | Gespa         | David Ferrer                                                                       | Philipp Petzschner                                                          |
| 18 de juny     | 's-Hertogenbosch                  | Gespa         | Robert Lindstedt / Horia Tecău                                                     | Juan Sebastián Cabal / Dmitri Tursúnov                                      |
| 18 de juny     | Eastbourne                        | Gespa         | Andy Roddick                                                                       | Andreas Seppi                                                               |
| 18 de juny     | Eastbourne                        | Gespa         | Colin Fleming / Ross Hutchins                                                      | Jamie Delgado / Ken Skupski                                                 |
| 25 de juny     | Wimbledon                         | Gespa         | Roger Federer                                                                      | Andy Murray                                                                 |
| 25 de juny     | Wimbledon                         | Gespa         | Jonathan Marray / Frederik Nielsen                                                 | Robert Lindstedt / Horia Tecau                                              |
| 25 de juny     | Wimbledon                         | Gespa         | Lisa Raymond / Mike Bryan                                                          | Ielena Vesninà / Leander Paes                                               |
| 9 de juliol    | Newport                           | Gespa         | John Isner                                                                         | Lleyton Hewitt                                                              |
| 9 de juliol    | Newport                           | Gespa         | Santiago González / Scott Lipsky                                                   | Colin Fleming / Ross Hutchins                                               |
| 9 de juliol    | Bastad                            | Terra batuda  | David Ferrer                                                                       | Nicolás Almagro                                                             |
| 9 de juliol    | Bastad                            | Terra batuda  | Robert Lindstedt / Horia Tecău                                                     | Alexander Peya / Bruno Soares                                               |
| 9 de juliol    | Stuttgart                         | Terra batuda  | Janko Tipsarević                                                                   | Juan Mónaco                                                                 |
| 9 de juliol    | Stuttgart                         | Terra batuda  | Jérémy Chardy / Łukasz Kubot                                                       | Michal Mertiňák / André Sá                                                  |
| 9 de juliol    | Umag                              | Terra batuda  | Marin Čilić                                                                        | Marcel Granollers                                                           |
| 9 de juliol    | Umag                              | Terra batuda  | David Marrero / Fernando Verdasco                                                  | Marcel Granollers / Marc López                                              |
| 16 de juliol   | Atlanta                           | Dura          | Andy Roddick                                                                       | Gilles Müller                                                               |
| 16 de juliol   | Atlanta                           | Dura          | Matthew Ebden / Ryan Harrison                                                      | Xavier Malisse / Michael Russell                                            |
| 16 de juliol   | Gstaad                            | Terra batuda  | Thomaz Bellucci                                                                    | Janko Tipsarević                                                            |
| 16 de juliol   | Gstaad                            | Terra batuda  | Marcel Granollers / Marc López                                                     | Robert Farah / Santiago Giraldo                                             |
| 16 de juliol   | Hamburg                           | Terra batuda  | Juan Mónaco                                                                        | Tommy Haas                                                                  |
| 16 de juliol   | Hamburg                           | Terra batuda  | David Marrero / Fernando Verdasco                                                  | Rogério Dutra da Silva / Daniel Muñoz de la Nava                            |
| 23 de juliol   | Los Angeles                       | Dura          | Sam Querrey                                                                        | Ričardas Berankis                                                           |
| 23 de juliol   | Los Angeles                       | Dura          | Ruben Bemelmans / Xavier Malisse                                                   | Jamie Delgado / Ken Skupski                                                 |
| 23 de juliol   | Kitzbühel                         | Terra batuda  | Robin Haase                                                                        | Philipp Kohlschreiber                                                       |
| 23 de juliol   | Kitzbühel                         | Terra batuda  | František Čermák / Julian Knowle                                                   | Dustin Brown / Paul Hanley                                                  |
| 30 de juliol   | Washington DC                     | Dura          | Aleksandr Dolhopòlov                                                               | Tommy Haas                                                                  |
| 30 de juliol   | Washington DC                     | Dura          | Treat Conrad Huey / Dominic Inglot                                                 | Kevin Anderson / Sam Querrey                                                |
| 30 de juliol   | Jocs Olímpics                     | Gespa         | Or                                                                                 | Argent                                                                      |
| 30 de juliol   | Jocs Olímpics                     | Gespa         | Andy Murray                                                                        | Roger Federer                                                               |
| 30 de juliol   | Jocs Olímpics                     | Gespa         | Bob Bryan / Mike Bryan                                                             | Michaël Llodra / Jo-Wilfried Tsonga                                         |
| 30 de juliol   | Jocs Olímpics                     | Gespa         | Viktória Azàrenka / Maks Mirni                                                     | Laura Robson / Andy Murray                                                  |
| 6 d'agost      | Toronto                           | Dura          | Novak Đoković                                                                      | Richard Gasquet                                                             |
| 6 d'agost      | Toronto                           | Dura          | Bob Bryan / Mike Bryan                                                             | Marcel Granollers / Marc López                                              |
| 13 d'agost     | Cincinnati                        | Dura          | Roger Federer                                                                      | Novak Đoković                                                               |
| 13 d'agost     | Cincinnati                        | Dura          | Robert Lindstedt / Horia Tecău                                                     | Mahesh Bhupathi / Rohan Bopanna                                             |
| 20 d'agost     | Winston-Salem                     | Dura          | John Isner                                                                         | Tomáš Berdych                                                               |
| 20 d'agost     | Winston-Salem                     | Dura          | Santiago González / Scott Lipsky                                                   | Pablo Andújar / Leonardo Mayer                                              |
| 27 d'agost     | US Open                           | Dura          | Andy Murray                                                                        | Novak Đoković                                                               |
| 27 d'agost     | US Open                           | Dura          | Bob Bryan / Mike Bryan                                                             | Leander Paes / Radek Štěpánek                                               |
| 27 d'agost     | US Open                           | Dura          | Iekaterina Makàrova / Bruno Soares                                                 | Kveta Peschke / Marcin Matkowski                                            |
| 10 de setembre | Copa Davis (Semifinals)           |               | Espanya · Txèquia                                                                  | Estats Units · Argentina                                                    |
| 17 de setembre | Metz                              | Dura interior | Jo-Wilfried Tsonga                                                                 | Andreas Seppi                                                               |
| 17 de setembre | Metz                              | Dura interior | Nicolas Mahut / Édouard Roger-Vasselin                                             | Johan Brunström / Frederik Nielsen                                          |
| 17 de setembre | Sant Petersburg                   | Dura interior | Martin Kližan                                                                      | Fabio Fognini                                                               |
| 17 de setembre | Sant Petersburg                   | Dura interior | Rajeev Ram / Nenad Zimonjić                                                        | Lukáš Lacko / Igor Zelenay                                                  |
| 24 de setembre | Kuala Lumpur                      | Dura interior | Juan Mónaco                                                                        | Julien Benneteau                                                            |
| 24 de setembre | Kuala Lumpur                      | Dura interior | Alexander Peya / Bruno Soares                                                      | Colin Fleming / Ross Hutchins                                               |
| 24 de setembre | Bangkok                           | Dura interior | Richard Gasquet                                                                    | Gilles Simon                                                                |
| 24 de setembre | Bangkok                           | Dura interior | Lu Yen-hsun / Danai Udomchoke                                                      | Eric Butorac / Paul Hanley                                                  |
| 1 d'octubre    | Pequín                            | Dura          | Novak Đoković                                                                      | Jo-Wilfried Tsonga                                                          |
| 1 d'octubre    | Pequín                            | Dura          | Bob Bryan / Mike Bryan                                                             | Carlos Berlocq / Denis Istomin                                              |
| 1 d'octubre    | Tòquio                            | Dura          | Kei Nishikori                                                                      | Milos Raonic                                                                |
| 1 d'octubre    | Tòquio                            | Dura          | Alexander Peya / Bruno Soares                                                      | Leander Paes / Radek Štěpánek                                               |
| 10 d'octubre   | Xangai                            | Dura          | Novak Đoković                                                                      | Andy Murray                                                                 |
| 10 d'octubre   | Xangai                            | Dura          | Leander Paes / Radek Štěpánek                                                      | Mahesh Bhupathi / Rohan Bopanna                                             |
| 15 d'octubre   | Estocolm                          | Dura interior | Tomáš Berdych                                                                      | Jo-Wilfried Tsonga                                                          |
| 15 d'octubre   | Estocolm                          | Dura interior | Marcelo Melo / Bruno Soares                                                        | Robert Lindstedt / Nenad Zimonjić                                           |
| 15 d'octubre   | Moscou                            | Dura interior | Andreas Seppi                                                                      | Thomaz Bellucci                                                             |
| 15 d'octubre   | Moscou                            | Dura interior | František Čermák / Michal Mertiňák                                                 | Simone Bolelli / Daniele Bracciali                                          |
| 15 d'octubre   | Viena                             | Dura interior | Juan Martín del Potro                                                              | Grega Žemlja                                                                |
| 15 d'octubre   | Viena                             | Dura interior | Andre Begemann / Martin Emmrich                                                    | Julian Knowle / Filip Polášek                                               |
| 22 d'octubre   | Basilea                           | Dura interior | Juan Martín del Potro                                                              | Roger Federer                                                               |
| 22 d'octubre   | Basilea                           | Dura interior | Daniel Nestor / Nenad Zimonjić                                                     | Treat Conrad Huey / Dominic Inglot                                          |
| 22 d'octubre   | València                          | Dura interior | David Ferrer                                                                       | Aleksandr Dolhopòlov                                                        |
| 22 d'octubre   | València                          | Dura interior | Alexander Peya / Bruno Soares                                                      | David Marrero / Fernando Verdasco                                           |
| 29 d'octubre   | París                             | Dura interior | David Ferrer                                                                       | Jerzy Janowicz                                                              |
| 29 d'octubre   | París                             | Dura interior | Mahesh Bhupathi / Rohan Bopanna                                                    | Aisam-ul-Haq Qureshi / Jean-Julien Rojer                                    |
| 5 de novembre  | ATP World Tour Finals · (Londres) | Dura interior | Novak Đoković                                                                      | Roger Federer                                                               |
| 5 de novembre  | ATP World Tour Finals · (Londres) | Dura interior | Marcel Granollers / Marc López                                                     | Mahesh Bhupathi / Rohan Bopanna                                             |
| 12 de novembre | Copa Davis (Final)                |               | Txèquia                                                                            | Espanya                                                                     |

## Estadístiques
La següent taula mostra el nombre de títols aconseguits de forma individual (I), dobles (D) i dobles mixtes (X) aconseguits per cada tennista i també per països durant la temporada 2012. Els torneigs estan classificats segons la seva categoria dins el calendari ATP World Tour 2012: Grand Slams, ATP World Tour Finals, ATP World Tour Masters 1000, sèries ATP World Tour 500 i sèries ATP World Tour 250. L'ordre del jugadors s'ha establert a partir del nombre total de títols i després segons la quantitat de títols de cada categoria de tornejos.

### Títols per tennista
| Títols | Tennista               | Grand Slams | Grand Slams | Grand Slams | Jocs Olímpics | Jocs Olímpics | Jocs Olímpics | ATP World Tour Finals | ATP World Tour Finals | ATP World Tour Masters 1000 | ATP World Tour Masters 1000 | ATP World Tour 500 | ATP World Tour 500 | ATP World Tour 250 | ATP World Tour 250 | Resum | Resum | Resum |
| Títols | Tennista               | I           | D           | X           | I             | D             | X             | I                     | D                     | I                           | D                           | I                  | D                  | I                  | D                  | I     | D     | X     |
| ------ | ---------------------- | ----------- | ----------- | ----------- | ------------- | ------------- | ------------- | --------------------- | --------------------- | --------------------------- | --------------------------- | ------------------ | ------------------ | ------------------ | ------------------ | ----- | ----- | ----- |
| 8      | Mike Bryan             |             | ●           | ●           |               | ●             |               |                       |                       |                             | ●                           |                    | ●                  |                    | ●                  | 0     | 7     | 1     |
| 7      | Bob Bryan              |             | ●           |             |               | ●             |               |                       |                       |                             | ●                           |                    | ●                  |                    | ●                  | 0     | 7     | 0     |
| 7      | David Ferrer           |             |             |             |               |               |               |                       |                       | ●                           |                             | ●                  |                    | ●                  |                    | 7     | 0     | 0     |
| 6      | Novak Đoković          | ●           |             |             |               |               |               | ●                     |                       | ●                           |                             | ●                  |                    |                    |                    | 6     | 0     | 0     |
| 6      | Roger Federer          | ●           |             |             |               |               |               |                       |                       | ●                           |                             | ●                  |                    |                    |                    | 6     | 0     | 0     |
| 6      | Bruno Soares           |             |             | ●           |               |               |               |                       |                       |                             |                             |                    | ●                  |                    | ●                  | 0     | 5     | 1     |
| 5      | Maks Mirni             |             | ●           |             |               |               | ●             |                       |                       |                             |                             |                    | ●                  |                    | ●                  | 0     | 4     | 1     |
| 5      | Rafael Nadal           | ●           |             |             |               |               |               |                       |                       | ●                           | ●                           | ●                  |                    |                    |                    | 4     | 1     | 0     |
| 5      | Horia Tecău            |             |             | ●           |               |               |               |                       |                       |                             | ●                           |                    |                    |                    | ●                  | 0     | 4     | 1     |
| 5      | Daniel Nestor          |             | ●           |             |               |               |               |                       |                       |                             |                             |                    | ●                  |                    | ●                  | 0     | 5     | 0     |
| 4      | Leander Paes           |             | ●           |             |               |               |               |                       |                       |                             | ●                           |                    |                    |                    | ●                  | 0     | 4     | 0     |
| 4      | Marc López             |             |             |             |               |               |               |                       | ●                     |                             | ●                           |                    |                    |                    | ●                  | 0     | 4     | 0     |
| 4      | Robert Lindstedt       |             |             |             |               |               |               |                       |                       |                             | ●                           |                    |                    |                    | ●                  | 0     | 4     | 0     |
| 4      | David Marrero          |             |             |             |               |               |               |                       |                       |                             |                             |                    | ●                  |                    | ●                  | 0     | 4     | 0     |
| 4      | Alexander Peya         |             |             |             |               |               |               |                       |                       |                             |                             |                    | ●                  |                    | ●                  | 0     | 4     | 0     |
| 4      | Fernando Verdasco      |             |             |             |               |               |               |                       |                       |                             |                             |                    | ●                  |                    | ●                  | 0     | 4     | 0     |
| 4      | Juan Mónaco            |             |             |             |               |               |               |                       |                       |                             |                             | ●                  |                    | ●                  |                    | 4     | 0     | 0     |
| 4      | Juan Martín del Potro  |             |             |             |               |               |               |                       |                       |                             |                             | ●                  |                    | ●                  |                    | 4     | 0     | 0     |
| 3      | Andy Murray            | ●           |             |             | ●             |               |               |                       |                       |                             |                             |                    |                    | ●                  |                    | 3     | 0     | 0     |
| 3      | Radek Štěpánek         |             | ●           |             |               |               |               |                       |                       |                             | ●                           |                    |                    |                    |                    | 0     | 3     | 0     |
| 3      | Mahesh Bhupathi        |             |             | ●           |               |               |               |                       |                       |                             | ●                           |                    | ●                  |                    |                    | 0     | 2     | 1     |
| 3      | Marcel Granollers      |             |             |             |               |               |               |                       | ●                     |                             | ●                           |                    |                    |                    | ●                  | 0     | 3     | 0     |
| 3      | Nenad Zimonjić         |             |             |             |               |               |               |                       |                       |                             |                             |                    | ●                  |                    | ●                  | 0     | 3     | 0     |
| 3      | František Čermák       |             |             |             |               |               |               |                       |                       |                             |                             |                    |                    |                    | ●                  | 0     | 3     | 0     |
| 3      | Nicolas Mahut          |             |             |             |               |               |               |                       |                       |                             |                             |                    |                    |                    | ●                  | 0     | 3     | 0     |
| 3      | Édouard Roger-Vasselin |             |             |             |               |               |               |                       |                       |                             |                             |                    |                    |                    | ●                  | 0     | 3     | 0     |
| 2      | Rohan Bopanna          |             |             |             |               |               |               |                       |                       |                             | ●                           |                    | ●                  |                    |                    | 0     | 2     | 0     |
| 2      | Mariusz Fyrstenberg    |             |             |             |               |               |               |                       |                       |                             | ●                           |                    | ●                  |                    |                    | 0     | 2     | 0     |
| 2      | Marcin Matkowski       |             |             |             |               |               |               |                       |                       |                             | ●                           |                    | ●                  |                    |                    | 0     | 2     | 0     |
| 2      | Nicolás Almagro        |             |             |             |               |               |               |                       |                       |                             |                             |                    |                    | ●                  |                    | 2     | 0     | 0     |
| 2      | Tomáš Berdych          |             |             |             |               |               |               |                       |                       |                             |                             |                    |                    | ●                  |                    | 2     | 0     | 0     |
| 2      | Marin Čilić            |             |             |             |               |               |               |                       |                       |                             |                             |                    |                    | ●                  |                    | 2     | 0     | 0     |
| 2      | John Isner             |             |             |             |               |               |               |                       |                       |                             |                             |                    |                    | ●                  |                    | 2     | 0     | 0     |
| 2      | Milos Raonic           |             |             |             |               |               |               |                       |                       |                             |                             |                    |                    | ●                  |                    | 2     | 0     | 0     |
| 2      | Andy Roddick           |             |             |             |               |               |               |                       |                       |                             |                             |                    |                    | ●                  |                    | 2     | 0     | 0     |
| 2      | Andreas Seppi          |             |             |             |               |               |               |                       |                       |                             |                             |                    |                    | ●                  |                    | 2     | 0     | 0     |
| 2      | Jo-Wilfried Tsonga     |             |             |             |               |               |               |                       |                       |                             |                             |                    |                    | ●                  |                    | 2     | 0     | 0     |
| 2      | Sam Querrey            |             |             |             |               |               |               |                       |                       |                             |                             |                    |                    | ●                  | ●                  | 1     | 1     | 0     |
| 2      | Janko Tipsarević       |             |             |             |               |               |               |                       |                       |                             |                             |                    |                    | ●                  | ●                  | 1     | 1     | 0     |
| 2      | Mikhaïl Iujni          |             |             |             |               |               |               |                       |                       |                             |                             |                    |                    | ●                  | ●                  | 1     | 1     | 0     |
| 2      | Colin Fleming          |             |             |             |               |               |               |                       |                       |                             |                             |                    |                    |                    | ●                  | 0     | 2     | 0     |
| 2      | Santiago González      |             |             |             |               |               |               |                       |                       |                             |                             |                    |                    |                    | ●                  | 0     | 2     | 0     |
| 2      | Ross Hutchins          |             |             |             |               |               |               |                       |                       |                             |                             |                    |                    |                    | ●                  | 0     | 2     | 0     |
| 2      | Xavier Malisse         |             |             |             |               |               |               |                       |                       |                             |                             |                    |                    |                    | ●                  | 0     | 2     | 0     |
| 2      | Scott Lipsky           |             |             |             |               |               |               |                       |                       |                             |                             |                    |                    |                    | ●                  | 0     | 2     | 0     |
| 2      | Filip Polášek          |             |             |             |               |               |               |                       |                       |                             |                             |                    |                    |                    | ●                  | 0     | 2     | 0     |
| 2      | Aisam-ul-Haq Qureshi   |             |             |             |               |               |               |                       |                       |                             |                             |                    |                    |                    | ●                  | 0     | 2     | 0     |
| 2      | Jean-Julien Rojer      |             |             |             |               |               |               |                       |                       |                             |                             |                    |                    |                    | ●                  | 0     | 2     | 0     |
| 1      | Jonathan Marray        |             | ●           |             |               |               |               |                       |                       |                             |                             |                    |                    |                    |                    | 0     | 1     | 0     |
| 1      | Frederik Nielsen       |             | ●           |             |               |               |               |                       |                       |                             |                             |                    |                    |                    |                    | 0     | 1     | 0     |
| 1      | Aleksandr Dolhopòlov   |             |             |             |               |               |               |                       |                       |                             |                             | ●                  |                    |                    |                    | 1     | 0     | 0     |
| 1      | Jürgen Melzer          |             |             |             |               |               |               |                       |                       |                             |                             | ●                  |                    |                    |                    | 1     | 0     | 0     |
| 1      | Kei Nishikori          |             |             |             |               |               |               |                       |                       |                             |                             | ●                  |                    |                    |                    | 1     | 0     | 0     |
| 1      | Michaël Llodra         |             |             |             |               |               |               |                       |                       |                             |                             |                    | ●                  |                    |                    | 0     | 1     | 0     |
| 1      | Treat Conrad Huey      |             |             |             |               |               |               |                       |                       |                             |                             |                    | ●                  |                    |                    | 0     | 1     | 0     |
| 1      | Dominic Inglot         |             |             |             |               |               |               |                       |                       |                             |                             |                    | ●                  |                    |                    | 0     | 1     | 0     |
| 1      | Kevin Anderson         |             |             |             |               |               |               |                       |                       |                             |                             |                    |                    | ●                  |                    | 1     | 0     | 0     |
| 1      | Pablo Andújar          |             |             |             |               |               |               |                       |                       |                             |                             |                    |                    | ●                  |                    | 1     | 0     | 0     |
| 1      | Thomaz Bellucci        |             |             |             |               |               |               |                       |                       |                             |                             |                    |                    | ●                  |                    | 1     | 0     | 0     |
| 1      | Richard Gasquet        |             |             |             |               |               |               |                       |                       |                             |                             |                    |                    | ●                  |                    | 1     | 0     | 0     |
| 1      | Tommy Haas             |             |             |             |               |               |               |                       |                       |                             |                             |                    |                    | ●                  |                    | 1     | 0     | 0     |
| 1      | Robin Haase            |             |             |             |               |               |               |                       |                       |                             |                             |                    |                    | ●                  |                    | 1     | 0     | 0     |
| 1      | Martin Kližan          |             |             |             |               |               |               |                       |                       |                             |                             |                    |                    | ●                  |                    | 1     | 0     | 0     |
| 1      | Philipp Kohlschreiber  |             |             |             |               |               |               |                       |                       |                             |                             |                    |                    | ●                  |                    | 1     | 0     | 0     |
| 1      | Jarkko Nieminen        |             |             |             |               |               |               |                       |                       |                             |                             |                    |                    | ●                  |                    | 1     | 0     | 0     |
| 1      | Gilles Simon           |             |             |             |               |               |               |                       |                       |                             |                             |                    |                    | ●                  |                    | 1     | 0     | 0     |
| 1      | Markos Bagdatís        |             |             |             |               |               |               |                       |                       |                             |                             |                    |                    |                    | ●                  | 0     | 1     | 0     |
| 1      | Andre Begemann         |             |             |             |               |               |               |                       |                       |                             |                             |                    |                    |                    | ●                  | 0     | 1     | 0     |
| 1      | Ruben Bemelmans        |             |             |             |               |               |               |                       |                       |                             |                             |                    |                    |                    | ●                  | 0     | 1     | 0     |
| 1      | James Blake            |             |             |             |               |               |               |                       |                       |                             |                             |                    |                    |                    | ●                  | 0     | 1     | 0     |
| 1      | Dustin Brown           |             |             |             |               |               |               |                       |                       |                             |                             |                    |                    |                    | ●                  | 0     | 1     | 0     |
| 1      | Eric Butorac           |             |             |             |               |               |               |                       |                       |                             |                             |                    |                    |                    | ●                  | 0     | 1     | 0     |
| 1      | Jérémy Chardy          |             |             |             |               |               |               |                       |                       |                             |                             |                    |                    |                    | ●                  | 0     | 1     | 0     |
| 1      | Matthew Ebden          |             |             |             |               |               |               |                       |                       |                             |                             |                    |                    |                    | ●                  | 0     | 1     | 0     |
| 1      | Martin Emmrich         |             |             |             |               |               |               |                       |                       |                             |                             |                    |                    |                    | ●                  | 0     | 1     | 0     |
| 1      | Jonathan Erlich        |             |             |             |               |               |               |                       |                       |                             |                             |                    |                    |                    | ●                  | 0     | 1     | 0     |
| 1      | Frederico Gil          |             |             |             |               |               |               |                       |                       |                             |                             |                    |                    |                    | ●                  | 0     | 1     | 0     |
| 1      | Daniel Gimeno-Traver   |             |             |             |               |               |               |                       |                       |                             |                             |                    |                    |                    | ●                  | 0     | 1     | 0     |
| 1      | Paul Hanley            |             |             |             |               |               |               |                       |                       |                             |                             |                    |                    |                    | ●                  | 0     | 1     | 0     |
| 1      | Ryan Harrison          |             |             |             |               |               |               |                       |                       |                             |                             |                    |                    |                    | ●                  | 0     | 1     | 0     |
| 1      | Julian Knowle          |             |             |             |               |               |               |                       |                       |                             |                             |                    |                    |                    | ●                  | 0     | 1     | 0     |
| 1      | Mark Knowles           |             |             |             |               |               |               |                       |                       |                             |                             |                    |                    |                    | ●                  | 0     | 1     | 0     |
| 1      | Łukasz Kubot           |             |             |             |               |               |               |                       |                       |                             |                             |                    |                    |                    | ●                  | 0     | 1     | 0     |
| 1      | Lu Yen-hsun            |             |             |             |               |               |               |                       |                       |                             |                             |                    |                    |                    | ●                  | 0     | 1     | 0     |
| 1      | Oliver Marach          |             |             |             |               |               |               |                       |                       |                             |                             |                    |                    |                    | ●                  | 0     | 1     | 0     |
| 1      | Marcelo Melo           |             |             |             |               |               |               |                       |                       |                             |                             |                    |                    |                    | ●                  | 0     | 1     | 0     |
| 1      | Michal Mertiňák        |             |             |             |               |               |               |                       |                       |                             |                             |                    |                    |                    | ●                  | 0     | 1     | 0     |
| 1      | Andy Ram               |             |             |             |               |               |               |                       |                       |                             |                             |                    |                    |                    | ●                  | 0     | 1     | 0     |
| 1      | Rajeev Ram             |             |             |             |               |               |               |                       |                       |                             |                             |                    |                    |                    | ●                  | 0     | 1     | 0     |
| 1      | Lukáš Rosol            |             |             |             |               |               |               |                       |                       |                             |                             |                    |                    |                    | ●                  | 0     | 1     | 0     |
| 1      | Danai Udomchoke        |             |             |             |               |               |               |                       |                       |                             |                             |                    |                    |                    | ●                  | 0     | 1     | 0     |

### Títols per país
| Títols | País                 | Grand Slams | Grand Slams | Grand Slams | Jocs Olímpics | Jocs Olímpics | Jocs Olímpics | ATP World Tour Finals | ATP World Tour Finals | ATP World Tour Masters 1000 | ATP World Tour Masters 1000 | ATP World Tour 500 | ATP World Tour 500 | ATP World Tour 250 | ATP World Tour 250 | Resum | Resum | Resum |
| Títols | País                 | I           | D           | X           | I             | D             | X             | I                     | D                     | I                           | D                           | I                  | D                  | I                  | D                  | I     | D     | X     |
| ------ | -------------------- | ----------- | ----------- | ----------- | ------------- | ------------- | ------------- | --------------------- | --------------------- | --------------------------- | --------------------------- | ------------------ | ------------------ | ------------------ | ------------------ | ----- | ----- | ----- |
| 23     | Espanya              | 1           |             |             |               |               |               |                       | 1                     | 3                           | 2                           | 3                  | 2                  | 7                  | 4                  | 14    | 9     | 0     |
| 19     | Estats Units         |             | 1           | 1           |               | 1             |               |                       |                       |                             | 2                           |                    | 1                  | 5                  | 8                  | 5     | 13    | 1     |
| 11     | Sèrbia               | 1           |             |             |               |               |               | 1                     |                       | 3                           |                             | 1                  | 2                  | 1                  | 2                  | 7     | 4     | 0     |
| 9      | Txèquia              |             | 1           |             |               |               |               |                       |                       |                             | 2                           |                    |                    | 2                  | 4                  | 2     | 7     | 0     |
| 9      | França               |             |             |             |               |               |               |                       |                       |                             |                             |                    | 1                  | 4                  | 4                  | 4     | 5     | 0     |
| 8      | Argentina            |             |             |             |               |               |               |                       |                       |                             |                             | 2                  |                    | 6                  |                    | 8     | 0     | 0     |
| 7      | Índia                |             | 1           | 1           |               |               |               |                       |                       |                             | 3                           |                    | 1                  |                    | 1                  | 0     | 6     | 1     |
| 7      | Regne Unit           | 1           | 1           |             | 1             |               |               |                       |                       |                             |                             |                    | 1                  | 1                  | 2                  | 3     | 4     | 0     |
| 7      | Canadà               |             | 1           |             |               |               |               |                       |                       |                             |                             |                    | 2                  | 2                  | 2                  | 2     | 5     | 0     |
| 7      | Brasil               |             |             | 1           |               |               |               |                       |                       |                             |                             |                    | 2                  | 1                  | 3                  | 1     | 5     | 1     |
| 6      | Suïssa               | 1           |             |             |               |               |               |                       |                       | 3                           |                             | 2                  |                    |                    |                    | 6     | 0     | 0     |
| 6      | Àustria              |             |             |             |               |               |               |                       |                       |                             |                             | 1                  | 2                  |                    | 3                  | 1     | 5     | 0     |
| 5      | Belarús              |             | 1           |             |               |               | 1             |                       |                       |                             |                             |                    | 1                  |                    | 2                  | 0     | 4     | 1     |
| 5      | Romania              |             |             | 1           |               |               |               |                       |                       |                             | 1                           |                    |                    |                    | 3                  | 0     | 4     | 1     |
| 4      | Suècia               |             |             |             |               |               |               |                       |                       |                             | 1                           |                    |                    |                    | 3                  | 0     | 4     | 0     |
| 4      | Alemanya             |             |             |             |               |               |               |                       |                       |                             |                             |                    |                    | 2                  | 2                  | 2     | 2     | 0     |
| 4      | Eslovàquia           |             |             |             |               |               |               |                       |                       |                             |                             |                    |                    | 1                  | 3                  | 1     | 3     | 0     |
| 3      | Polònia              |             |             |             |               |               |               |                       |                       |                             | 1                           |                    | 1                  |                    | 1                  | 0     | 3     | 0     |
| 3      | Països Baixos        |             |             |             |               |               |               |                       |                       |                             |                             |                    |                    | 1                  | 2                  | 1     | 2     | 0     |
| 2      | Croàcia              |             |             |             |               |               |               |                       |                       |                             |                             |                    |                    | 2                  |                    | 2     | 0     | 0     |
| 2      | Itàlia               |             |             |             |               |               |               |                       |                       |                             |                             |                    |                    | 2                  |                    | 2     | 0     | 0     |
| 2      | Rússia               |             |             |             |               |               |               |                       |                       |                             |                             |                    |                    | 1                  | 1                  | 1     | 1     | 0     |
| 2      | Austràlia            |             |             |             |               |               |               |                       |                       |                             |                             |                    |                    |                    | 2                  | 0     | 2     | 0     |
| 2      | Bèlgica              |             |             |             |               |               |               |                       |                       |                             |                             |                    |                    |                    | 2                  | 0     | 2     | 0     |
| 2      | Mèxic                |             |             |             |               |               |               |                       |                       |                             |                             |                    |                    |                    | 2                  | 0     | 2     | 0     |
| 2      | Pakistan             |             |             |             |               |               |               |                       |                       |                             |                             |                    |                    |                    | 2                  | 0     | 2     | 0     |
| 1      | Dinamarca            |             | 1           |             |               |               |               |                       |                       |                             |                             |                    |                    |                    |                    | 0     | 1     | 0     |
| 1      | Japó                 |             |             |             |               |               |               |                       |                       |                             |                             | 1                  |                    |                    |                    | 1     | 0     | 0     |
| 1      | Ucraïna              |             |             |             |               |               |               |                       |                       |                             |                             | 1                  |                    |                    |                    | 1     | 0     | 0     |
| 1      | Filipines            |             |             |             |               |               |               |                       |                       |                             |                             |                    | 1                  |                    |                    | 0     | 1     | 0     |
| 1      | Finlàndia            |             |             |             |               |               |               |                       |                       |                             |                             |                    |                    | 1                  |                    | 1     | 0     | 0     |
| 1      | Sud-àfrica           |             |             |             |               |               |               |                       |                       |                             |                             |                    |                    | 1                  |                    | 1     | 0     | 0     |
| 1      | Bahames              |             |             |             |               |               |               |                       |                       |                             |                             |                    |                    |                    | 1                  | 0     | 1     | 0     |
| 1      | Israel               |             |             |             |               |               |               |                       |                       |                             |                             |                    |                    |                    | 1                  | 0     | 1     | 0     |
| 1      | Portugal             |             |             |             |               |               |               |                       |                       |                             |                             |                    |                    |                    | 1                  | 0     | 1     | 0     |
| 1      | Tailàndia            |             |             |             |               |               |               |                       |                       |                             |                             |                    |                    |                    | 1                  | 0     | 1     | 0     |
| 1      | Xipre                |             |             |             |               |               |               |                       |                       |                             |                             |                    |                    |                    | 1                  | 0     | 1     | 0     |
| 1      | República de la Xina |             |             |             |               |               |               |                       |                       |                             |                             |                    |                    |                    | 1                  | 0     | 1     | 0     |

## Rànquings
Les següents taules indiquen els rànquings de l'ATP amb els vint millors tennistes individuals i dobles, i les deu millors parelles de la temporada 2012.

### Individual
| Rànquing individual ATP 2012 | Rànquing individual ATP 2012 | Rànquing individual ATP 2012 | Rànquing individual ATP 2012 | Rànquing individual ATP 2012 | Rànquing individual ATP 2012 |
| Pos.                         | Tennista                     | Punts                        | Torneigs                     | Ant.                         | Mov.                         |
| ---------------------------- | ---------------------------- | ---------------------------- | ---------------------------- | ---------------------------- | ---------------------------- |
| 1                            | Novak Đoković                | 12.920                       | 18                           | 1                            | =                            |
| 2                            | Roger Federer                | 10.265                       | 21                           | 3                            | 1                            |
| 3                            | Andy Murray                  | 8.000                        | 20                           | 4                            | 1                            |
| 4                            | Rafael Nadal                 | 6.795                        | 19                           | 2                            | 2                            |
| 5                            | David Ferrer                 | 6.505                        | 25                           | 5                            | =                            |
| 6                            | Tomáš Berdych                | 4.680                        | 24                           | 7                            | 1                            |
| 7                            | Juan Martín del Potro        | 4.480                        | 23                           | 11                           | 4                            |
| 8                            | Jo-Wilfried Tsonga           | 3.490                        | 26                           | 6                            | 2                            |
| 9                            | Janko Tipsarević             | 2.990                        | 28                           | 9                            | =                            |
| 10                           | Richard Gasquet              | 2.515                        | 23                           | 19                           | 9                            |
| 11                           | Nicolás Almagro              | 2.515                        | 27                           | 10                           | 1                            |
| 12                           | Juan Mónaco                  | 2.430                        | 24                           | 26                           | 14                           |
| 13                           | Milos Raonic                 | 2.380                        | 24                           | 31                           | 18                           |
| 14                           | John Isner                   | 2.215                        | 26                           | 18                           | 4                            |
| 15                           | Marin Cilic                  | 2.210                        | 23                           | 21                           | 6                            |
| 16                           | Gilles Simon                 | 2.165                        | 27                           | 12                           | 4                            |
| 17                           | Stanislas Wawrinka           | 1.900                        | 22                           | 17                           | =                            |
| 18                           | Aleksandr Dolhopòlov         | 1.855                        | 26                           | 16                           | 2                            |
| 19                           | Kei Nishikori                | 1.830                        | 23                           | 25                           | 6                            |
| 20                           | Philipp Kohlschreiber        | 1.770                        | 27                           | 43                           | 23                           |

#### Evolució número 1
| Tennista      | Data inici            | Data fi               | Setmanes |
| ------------- | --------------------- | --------------------- | -------- |
| Novak Đoković | Final 2011            | 8 de juliol de 2012   | 27       |
| Roger Federer | 9 de juliol de 2012   | 4 de novembre de 2012 | 17       |
| Novak Đoković | 5 de novembre de 2012 | Final 2012            | 8        |

### Dobles
| Rànquing dobles ATP 2012 | Rànquing dobles ATP 2012 | Rànquing dobles ATP 2012 | Rànquing dobles ATP 2012 | Rànquing dobles ATP 2012 | Rànquing dobles ATP 2012 |
| Pos.                     | Tennista                 | Punts                    | Torneigs                 | Ant.                     | Mov.                     |
| ------------------------ | ------------------------ | ------------------------ | ------------------------ | ------------------------ | ------------------------ |
| 1                        | Bob Bryan                | 9.620                    | 22                       | 1                        | =                        |
| 2                        | Mike Bryan               | 9.550                    | 22                       | 1                        | 1                        |
| 3                        | Leander Paes             | 7.655                    | 22                       | 8                        | 5                        |
| 4                        | Radek Štěpánek           | 7.305                    | 17                       | 109                      | 105                      |
| 5                        | Daniel Nestor            | 7.150                    | 24                       | 4                        | 1                        |
| 6                        | Marc López               | 6.840                    | 22                       | 37                       | 31                       |
| 7                        | Maks Mirni               | 6.830                    | 22                       | 3                        | 4                        |
| 8                        | Robert Lindstedt         | 6.000                    | 27                       | 16                       | 8                        |
| 9                        | Horia Tecau              | 5.940                    | 26                       | 12                       | 3                        |
| 10                       | Marcel Granollers        | 5.790                    | 23                       | 32                       | 22                       |
| 11                       | Mahesh Bhupathi          | 5.210                    | 24                       | 7                        | 4                        |
| 12                       | Rohan Bopanna            | 5.210                    | 25                       | 11                       | 1                        |
| 13                       | Jean-Julien Rojer        | 4.160                    | 32                       | 20                       | 7                        |
| 14                       | Aisam-Ul-Haq Qureshi     | 4.070                    | 27                       | 9                        | 5                        |
| 15                       | Mariusz Fyrstenberg      | 3.825                    | 26                       | 14                       | 1                        |
| 16                       | Marcin Matkowski         | 3.690                    | 23                       | 14                       | 2                        |
| 17                       | Jonathan Marray          | 3.513                    | 31                       | 86                       | 69                       |
| 18                       | Marcelo Melo             | 3.385                    | 29                       | 27                       | 9                        |
| 19                       | Bruno Soares             | 3.340                    | 29                       | 19                       | =                        |
| 20                       | Nenad Zimonjić           | 3.200                    | 26                       | 6                        | 14                       |

| Rànquing parelles ATP 2012 | Rànquing parelles ATP 2012               | Rànquing parelles ATP 2012 | Rànquing parelles ATP 2012 | Rànquing parelles ATP 2012 | Rànquing parelles ATP 2012 |
| Pos.                       | Parella                                  | Punts                      | Torneigs                   | Ant.                       | Mov.                       |
| -------------------------- | ---------------------------------------- | -------------------------- | -------------------------- | -------------------------- | -------------------------- |
| 1                          | Bob Bryan · Mike Bryan                   | 9.685                      | 24                         | 1                          | =                          |
| 2                          | Maks Mirni · Daniel Nestor               | 6.875                      | 22                         | 2                          | =                          |
| 3                          | Leander Paes · Radek Stepanek            | 6.865                      | 14                         | −                          | Augment                    |
| 4                          | Robert Lindstedt · Horia Tecău           | 6.165                      | 25                         | 6                          | 2                          |
| 5                          | Marcel Granollers · Marc López           | 5.660                      | 20                         | −                          | Augment                    |
| 6                          | Mahesh Bhupathi · Rohan Bopanna          | 5.255                      | 24                         | −                          | Augment                    |
| 7                          | Aisam-Ul-Haq Qureshi · Jean-Julien Rojer | 4.115                      | 26                         | −                          | Augment                    |
| 8                          | Mariusz Fyrstenberg · Marcin Matkowski   | 3.690                      | 23                         | 8                          | =                          |
| 9                          | Jonathan Marray · Frederik Nielsen       | 2.580                      | 8                          | −                          | Augment                    |
| 10                         | Colin Fleming · Ross Hutchins            | 2.420                      | 25                         | −                          | Augment                    |

## Distribució de punts
| Categoria                             | G                     | F                    | SF                    | QF                                                                                               | R16                                                                                              | R32                                                                                              | R64                                                                                              | R128                                                                                             | Q                                                                                                | Q3                                                                                               | Q2                                                                                               | Q1                                                                                               |
| Grand Slam (128I)                     | 2000                  | 1200                 | 720                   | 360                                                                                              | 180                                                                                              | 90                                                                                               | 45                                                                                               | 10                                                                                               | 25                                                                                               | 16                                                                                               | 8                                                                                                | 0                                                                                                |
| Grand Slam (64D)                      | 2000                  | 1200                 | 720                   | 360                                                                                              | 180                                                                                              | 90                                                                                               | 0                                                                                                | –                                                                                                | 25                                                                                               | –                                                                                                | 0                                                                                                | 0                                                                                                |
| ATP World Tour Finals (8I/8D)         | 1500 (max) 1100 (min) | 1000 (max) 600 (min) | 600 (max) 200 (min)   | 200 per cada victòria a la fase Round Robin +400 victòria a semifinals, +500 victòria a la final | 200 per cada victòria a la fase Round Robin +400 victòria a semifinals, +500 victòria a la final | 200 per cada victòria a la fase Round Robin +400 victòria a semifinals, +500 victòria a la final | 200 per cada victòria a la fase Round Robin +400 victòria a semifinals, +500 victòria a la final | 200 per cada victòria a la fase Round Robin +400 victòria a semifinals, +500 victòria a la final | 200 per cada victòria a la fase Round Robin +400 victòria a semifinals, +500 victòria a la final | 200 per cada victòria a la fase Round Robin +400 victòria a semifinals, +500 victòria a la final | 200 per cada victòria a la fase Round Robin +400 victòria a semifinals, +500 victòria a la final | 200 per cada victòria a la fase Round Robin +400 victòria a semifinals, +500 victòria a la final |
| ATP World Tour Masters 1000 (96I)     | 1000                  | 600                  | 360                   | 180                                                                                              | 90                                                                                               | 45                                                                                               | 25                                                                                               | 10                                                                                               | 16                                                                                               | –                                                                                                | 8                                                                                                | 0                                                                                                |
| ATP World Tour Masters 1000 (56I/48I) | 1000                  | 600                  | 360                   | 180                                                                                              | 90                                                                                               | 45                                                                                               | 10                                                                                               | –                                                                                                | 25                                                                                               | –                                                                                                | 16                                                                                               | 0                                                                                                |
| ATP World Tour Masters 1000 (32D/24D) | 1000                  | 600                  | 360                   | 180                                                                                              | 90                                                                                               | 0                                                                                                | –                                                                                                | –                                                                                                | –                                                                                                | –                                                                                                | –                                                                                                | –                                                                                                |
| Jocs Olímpics (64I)                   | 750                   | 450                  | 340 (bronze) 270 (4t) | 135                                                                                              | 70                                                                                               | 35                                                                                               | 5                                                                                                | –                                                                                                | –                                                                                                | –                                                                                                | –                                                                                                | –                                                                                                |
| ATP World Tour 500 (56I/48I)          | 500                   | 300                  | 180                   | 90                                                                                               | 45                                                                                               | 20                                                                                               | 0                                                                                                | –                                                                                                | 10                                                                                               | –                                                                                                | 4                                                                                                | 0                                                                                                |
| ATP World Tour 500 (32I)              | 500                   | 300                  | 180                   | 90                                                                                               | 45                                                                                               | 0                                                                                                | –                                                                                                | –                                                                                                | 20                                                                                               | –                                                                                                | 10                                                                                               | 0                                                                                                |
| ATP World Tour 500 (24D)              | 500                   | 300                  | 180                   | 90                                                                                               | 45                                                                                               | 0                                                                                                | –                                                                                                | –                                                                                                | –                                                                                                | –                                                                                                | –                                                                                                | –                                                                                                |
| ATP World Tour 500 (16D)              | 500                   | 300                  | 180                   | 90                                                                                               | 0                                                                                                | –                                                                                                | –                                                                                                | –                                                                                                | –                                                                                                | –                                                                                                | –                                                                                                | –                                                                                                |
| ATP World Tour 250 (56I/48I)          | 250                   | 150                  | 90                    | 45                                                                                               | 20                                                                                               | 10                                                                                               | 0                                                                                                | –                                                                                                | 5                                                                                                | 3                                                                                                | 0                                                                                                | 0                                                                                                |
| ATP World Tour 250 (32I/28I)          | 250                   | 150                  | 90                    | 45                                                                                               | 20                                                                                               | 0                                                                                                | –                                                                                                | –                                                                                                | 12                                                                                               | 6                                                                                                | 0                                                                                                | 0                                                                                                |
| ATP World Tour 250 (24D)              | 250                   | 150                  | 90                    | 45                                                                                               | 20                                                                                               | 0                                                                                                | –                                                                                                | –                                                                                                | –                                                                                                | –                                                                                                | –                                                                                                | –                                                                                                |
| ATP World Tour 250 (16D)              | 250                   | 150                  | 90                    | 45                                                                                               | 0                                                                                                | –                                                                                                | –                                                                                                | –                                                                                                | –                                                                                                | –                                                                                                | –                                                                                                | –                                                                                                |